# Adieu les cons
Adieu les cons (literalment, en francès: Adéu idiotes) és una pel·lícula de comèdia dramàtica francesa de 2020 escrita i dirigida per Albert Dupontel. És protagonitzada pel mateix Dupontel, Virginie Efira i Nicolas Marié.
La pel·lícula va rebre 12 nominacions als 46s Premis César, i el premi especial César des lycéens.

## Sinopsi
Quan Suze Trappet (Virginie Efira) s'adona, als seus 43 anys, que està greument malalta, decideix anar a buscar el fill que es va veure obligada a abandonar quan tenia 15anys. La seva recerca administrativa la farà conèixer JB, un cinquantenari en plena depressió, i el senyor Blin (Nicolas Marié), un arxiver invident amb un entusiasme impressionant. Tots tres s'embarquen en una recerca tan espectular com improbable.

## Repartiment
- Virginie Efira: Suze Trappet
- Albert Dupontel : Jean-Baptiste Cuchas
- Nicolas Marié : Serge Blin
- Jackie Berroyer : Lint
- Philippe Uchan : M. Kurtzman
- Bastien Ughetto : Adrien
- Marilou Aussilloux : Clara
- Michel Vuillermoz : El psy
- Laurent Stocker: M. Tuttle
- Kyan Khojandi : El doctor de Lint
- Bouli Lanners : Suze doctor
- Terry Gilliam: El caçador

## Estrena
La pel·lícula va ser estrenada el 21 d'octubre de 2020 a França.

## Premis i nominacions
La pel·lícula va rebre els següents premis i nominacions:
| Premi        | Categoria              | Nominada                                       | Resultat  |
| ------------ | ---------------------- | ---------------------------------------------- | --------- |
| Premis César | Millor pel·lícula      | Adieu les cons                                 | Guanyador |
| Premis César | Millor actriu          | Virginie Efira                                 | Nominada  |
| Premis César | Millor actor           | Albert Dupontel                                | Nominat   |
| Premis César | Millor director        | Albert Dupontel                                | Guanyador |
| Premis César | Millor actor secundari | Nicolas Marié                                  | Guanyador |
| Premis César | Millor guió original   | Albert Dupontel                                | Guanyador |
| Premis César | Millor fotografia      | Alexis Kavyrchine                              | Guanyador |
| Premis César | Millor decorat         | Carlos Conti                                   | Guanyador |
| Premis César | César des lycéens      | Adieu les cons                                 | Guanyador |
| Premis César | Millor música original | Christophe Julien                              | Nominat   |
| Premis César | Millor so              | Jean Minondo, Gurwal Coïc-Gallas i Cyril Holtz | Nominats  |
| Premis César | Millor muntatge        | Christophe Pinel                               | Nominat   |
| Premis César | Millor vestuari        | Mimi Lempicka                                  | Nominada  |